# Ha Tinh (provincie)
Ha Tinh (vietnamsky Hà Tĩnh) je provincie ve střední části Vietnamu. Žije zde přes 1,1 milion obyvatel, hlavní město je Ha Tinh. Provincie se orientuje na zemědělství.

## Geografie
Sousedí s provinciemi Nghe An a Quang Binh. Na výchopdě sousedí s Laosem a na východě ji omývá Jihočínské moře.